# Preston King
Preston King (Ogdensburg, 1806. október 14. – New York Harbor, 1865. november 12.) az Amerikai Egyesült Államok szenátora (New York, 1857–1863).